# Callimetopus lituratus
Callimetopus lituratus là một loài bọ cánh cứng trong họ Cerambycidae.